# Ріккардо Маестрі
Ріккардо Маестрі (італ. Riccardo Maestri, 20 квітня 1994) — італійський плавець.
Учасник Олімпійських Ігор 2012 року.